# 키시 케이코 (경정 선수)
키시 케이코(일본어: 岸 恵子, 1972년 10월 18일 ~ )는 일본의 경정 선수이다.